# Benoît Saint Denis
Pour les articles homonymes, voir Saint-Denis.
Benoît Saint Denis, dont le nom est fréquemment abrégé à ses initiales (BSD), né le 18 décembre 1995 à Nîmes (Gard), est un pratiquant français d'arts martiaux mixtes (MMA) et un ancien militaire des forces spéciales françaises.
Il combat dans la catégorie des poids légers (−70 kg), au sein de l'Ultimate Fighting Championship (UFC), la principale organisation mondiale de MMA. Depuis le 22 juillet 2025, il occupe la treizième place du classement des prétendants au titre de champion de sa catégorie.

## Biographie

### Jeunesse
Benoît Saint Denis naît le 18 décembre 1995 tout près des arènes de Nîmes,, d'un père militaire amateur de judo et d'une mère professeur. Il est l'aîné d'une fratrie de cinq garçons. Au gré des mutations de son père, il passe sa petite enfance dans sa ville de naissance, son enfance en Allemagne et en France à Müllheim, Rambouillet, puis Münster, et son adolescence à Lille. Il pratique le scoutisme et le judo de 8 à 16 ans, âge auquel il obtient la ceinture noire. Il essaie également le football et le rugby en club,. Il déclare plus tard, en 2023, avoir été alors inspiré par la littérature épique, l’histoire de la chevalerie et les récits de la vie militaire de son grand-père maternel,.

### Vie professionnelle

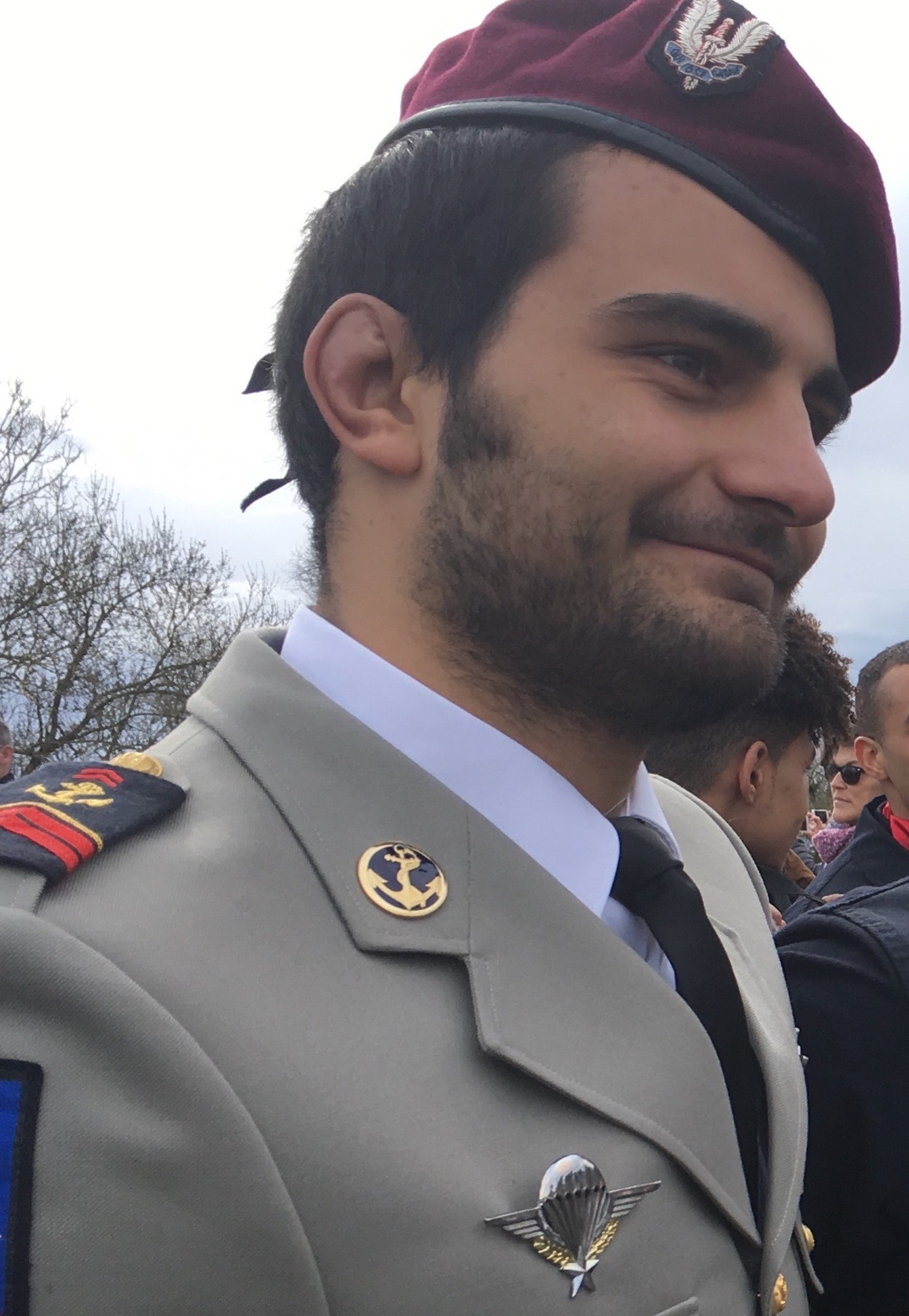
Benoît Saint Denis portant son uniforme des forces spéciales en mars 2018.

À 18 ans, détenteur d’un baccalauréat général scientifique, Benoît Saint Denis réussit les tests de recrutement des forces spéciales de l'armée de Terre et s'engage le 4 mars 2014 au titre du 1er régiment de parachutistes d'infanterie de marine de Bayonne. Il suit un an et demi de formation puis effectue plusieurs missions de combat contre des groupes terroristes lors de la guerre du Sahel au sein de la force Sabre en 2016,. Pour ces faits d'arme, il est décoré de la médaille de reconnaissance de la nation le 15 septembre 2017 et de la croix du combattant douze jours plus tard. À l'automne 2017, il est détaché temporairement auprès des forces spéciales australiennes,. Il quitte l'armée le 3 mars 2019, à la fin de son contrat de cinq ans, pour se lancer dans une carrière de combattant professionnel d'arts martiaux mixtes,.

## Parcours en arts martiaux mixtes

### Débuts amateurs et professionnels (2017-2021)
En 2017, alors qu'il est encore militaire à Bayonne, Benoît Saint Denis débute le jiu-jitsu brésilien (JJB) avec Christophe Savoca. Saint Denis apprécie ce sport et participe à plusieurs compétitions, dont le championnat de France, qu'il remporte en 2019 en gi et no-gi (avec et sans kimono de combat) dans la catégorie des ceintures bleues. 

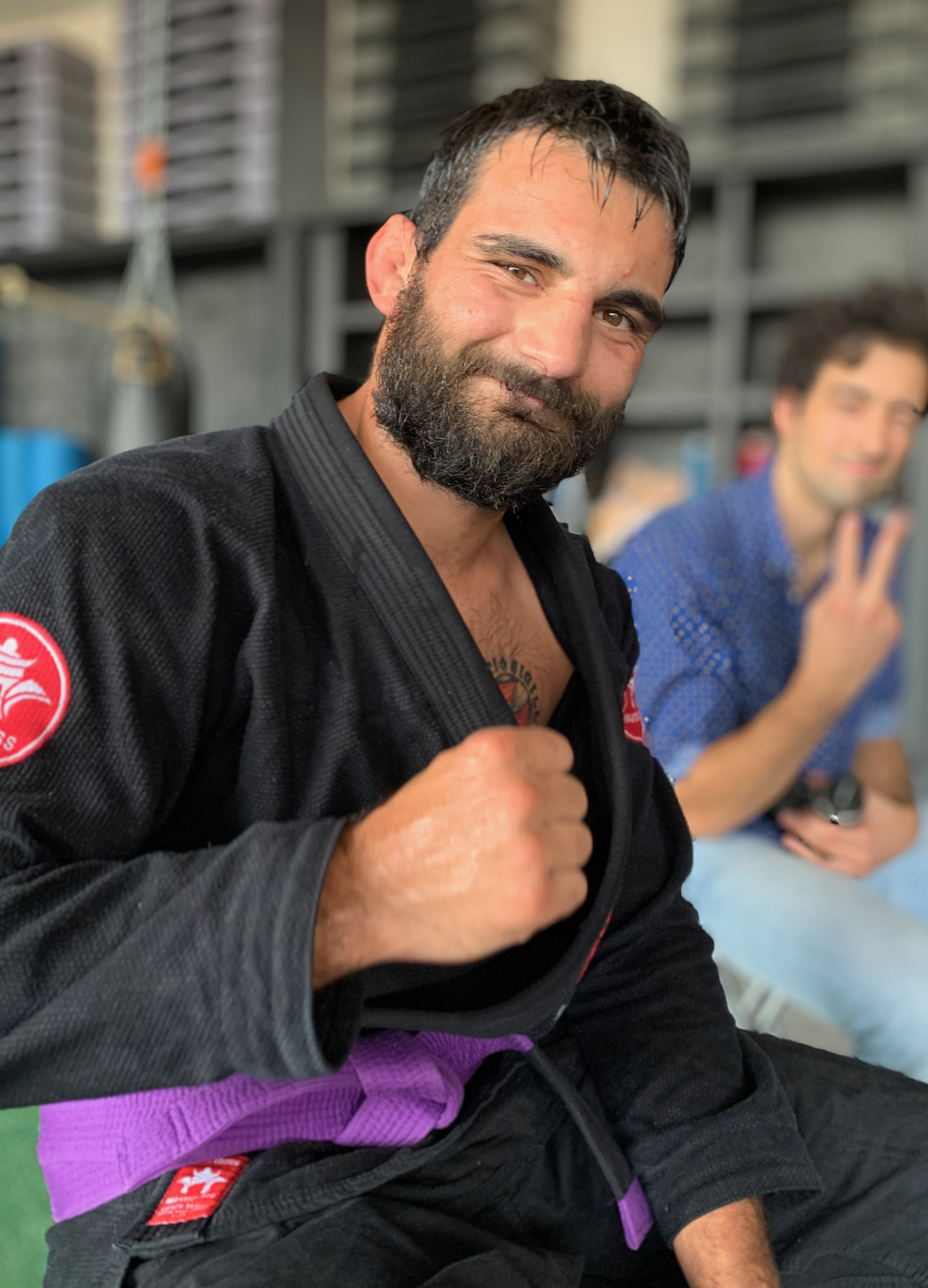
Entraînement de jiu-jitsu brésilien en septembre 2019.

En septembre 2017, pour être un commando plus affuté, il débute la boxe et le pieds-poings avec Christophe Cordier, Yoann Jacquemain et Stéphane Susperregui (en). Puis il s'essaie au MMA lors du tournoi amateur Invictus XV qu'il remporte par quatre victoires dans la catégorie des mi-moyens (−80 kg) à Saint-Sébastien en Espagne le 16 décembre 2017,. Il se passionne alors pour ce sport alliant toutes les disciplines et permettant d’exprimer pleinement son potentiel sans l’entrave d’un kimono ou de règles d’arbitrage trop contraignantes. 
Impressionné par la combativité de Saint Denis, Savoca demande à Luiz Tosta, un collègue brésilien, de l'accueillir une semaine dans son club de MMA professionnel à Londres, la Shootfighters Gym, où s'entraîne Michael Page (en). Puis Savoca propose à Saint Denis de participer à une séance de détection de MMA professionnel, organisée le 23 septembre 2018 par Daniel Woirin,, un entraîneur français réputé pour avoir gagné trois ceintures à l'Ultimate Fighting Championship (UFC) et deux au Strikeforce avec notamment Anderson Silva, Dan Henderson et Lyoto Machida. À cette occasion, alors qu'il est le seul combattant amateur de la soirée, Saint Denis se fait remarquer parmi trente combattants et Daniel Woirin l’invite à rejoindre son équipe à la fin de son contrat avec l'armée. Libéré de ses obligations militaires en mars 2019, Saint Denis décide de se lancer dans une carrière de combattant professionnel de MMA,. Il se donne deux ans pour intégrer l’UFC, première ligue mondiale, comptant sur ses économies pour se consacrer pleinement au MMA et espérer percer.

Il s’entoure du manager français Guillaume (Giom) Peltier qui le fait successivement combattre dans la catégorie des poids moyens (−84 kg), mi-moyens (−80 kg) et super-légers (−74 kg) dans cinq organisations dont la Brave Combat Federation (en), une organisation de renommée mondiale. Avec Daniel Woirin, Saint Denis accumule de l'expérience et obtient huit victoires avant limite de temps, dont six en onze mois contre des adversaires mieux classés que lui, puis deux pendant la pandémie de Covid-19.

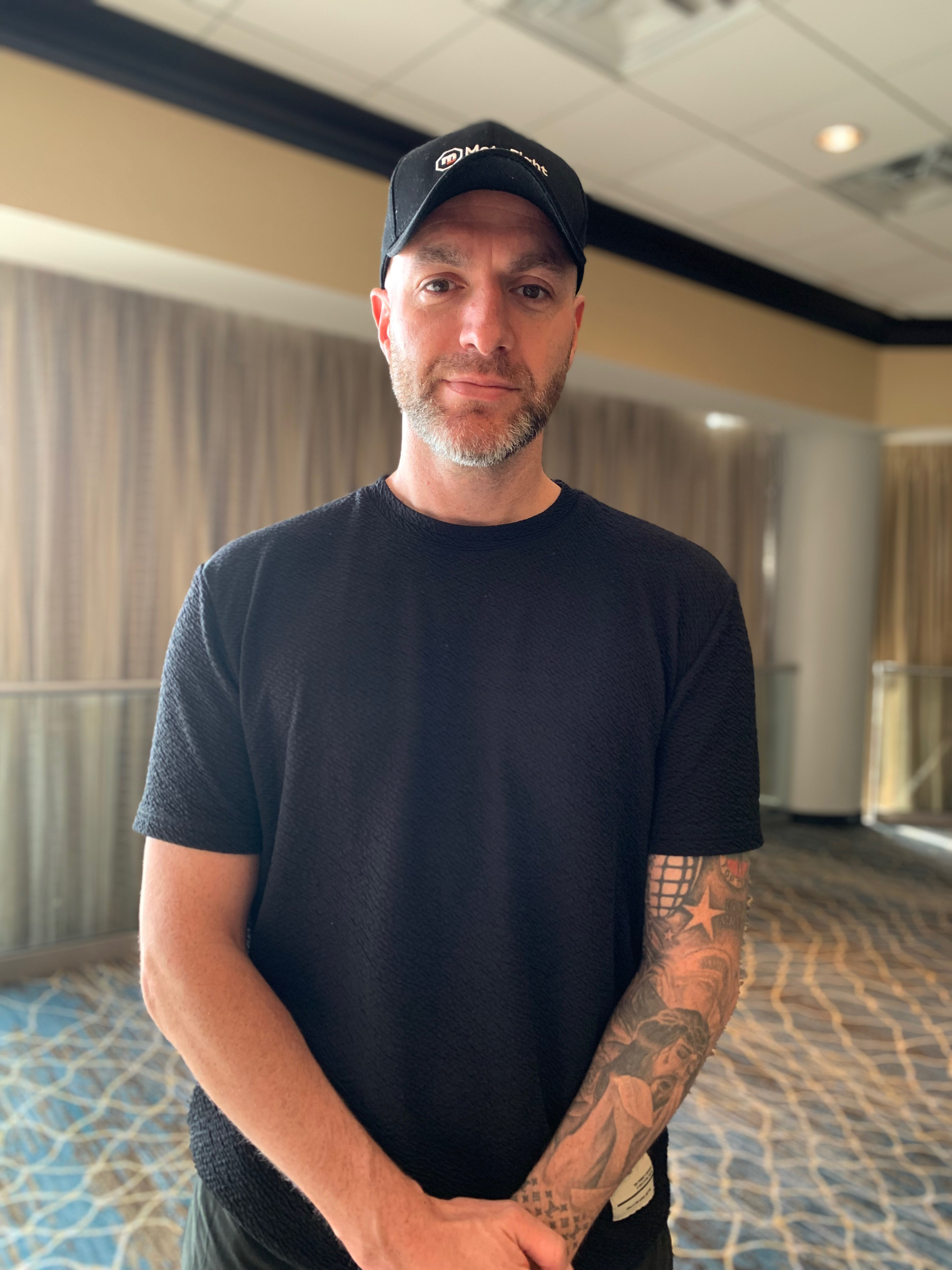
Guillaume Peltier, manager, 2024
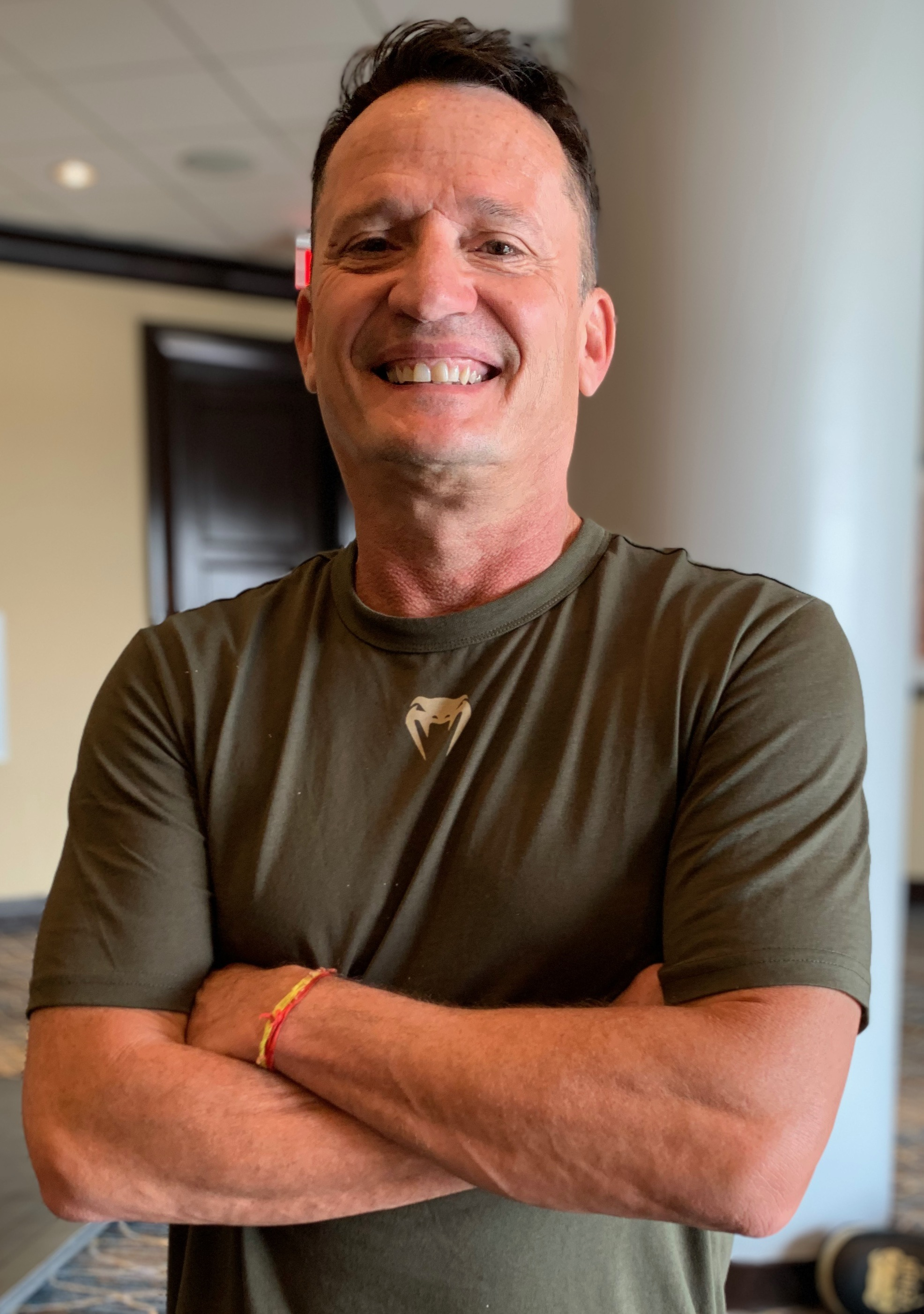
Daniel Woirin, entraîneur de MMA et Striking, 2024
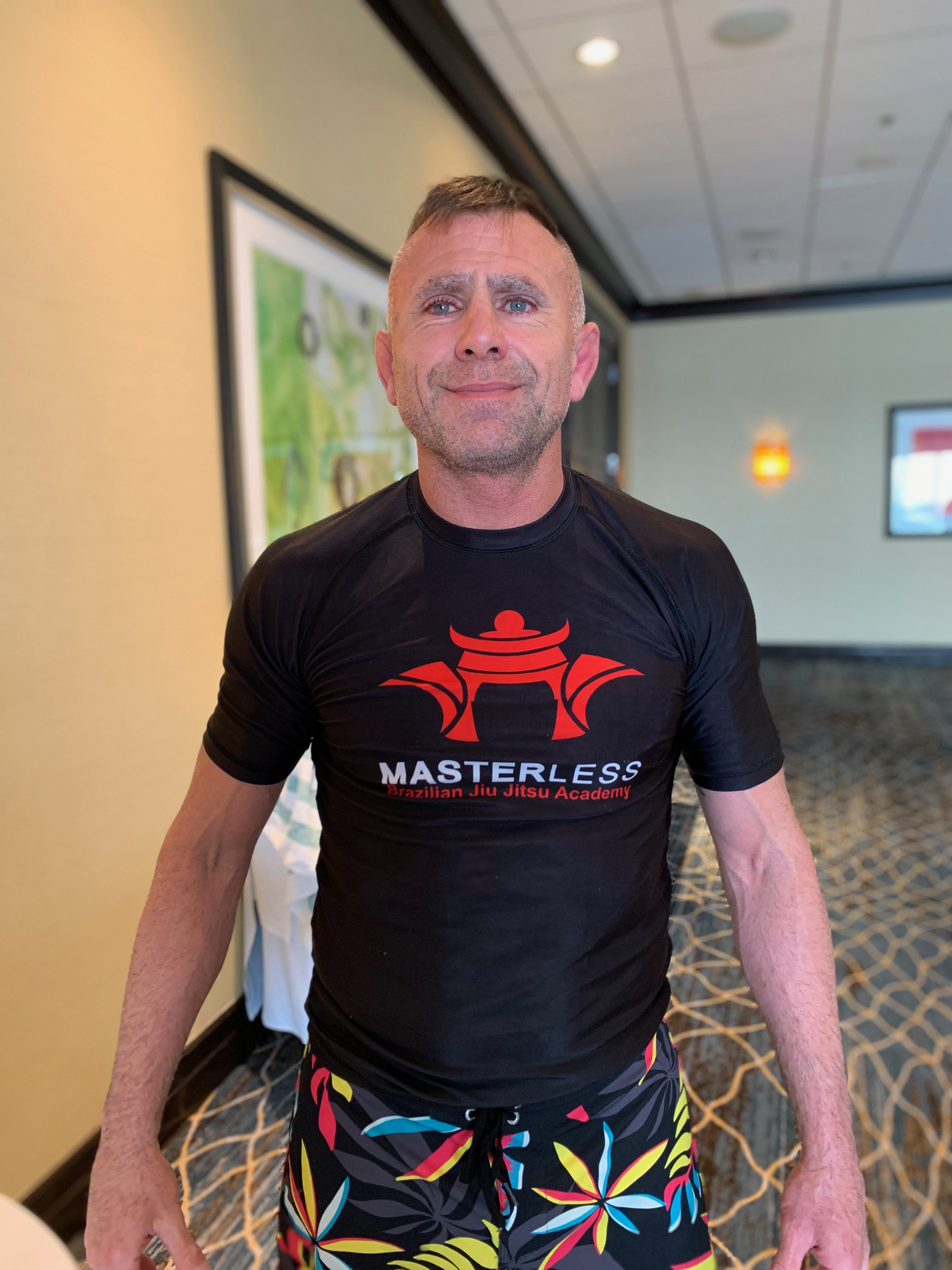
Christophe Savoca, entraîneur de Grappling et JJB, 2024

### Ultimate Fighting Championship(depuis 2021)

#### Premier contrat UFC (octobre 2021àjuillet 2023)
À l'été 2021, Saint Denis est repéré par la principale organisation mondiale de MMA, l'Ultimate Fighting Championship (UFC), qui contacte Guillaume Peltier. Ne se voyant pas proposer de combat pour la ceinture des super-légers à la Brave Combat Federation (en), Saint Denis demande avec succès au fondateur de l'organisation, Shaikh Khalid, de le libérer de ses obligations pour signer début octobre 2021 un contrat de quatre combats avec l'UFC,.
Son premier combat dans cette nouvelle organisation s'effectue sur court préavis et dans une catégorie supérieure à celle que le combattant espérait. Il oppose Saint Denis à l'expérimenté poids mi-moyens brésilien Elizeu Zaleski dos Santos (en) lors de l'UFC 267 (en) du 30 octobre 2021 aux Émirats arabes unis. Après trois rounds (reprises), Saint Denis s'incline par décision unanime. Ce combat est marqué par deux polémiques. D'abord, l'arbitre Vyacheslav Kiselev, est suspendu par l'UFC pour n’avoir pas arrêté le combat alors que Benoît Saint Denis était fortement malmené dans le deuxième round, le mettant potentiellement en danger,. Les médias remarquent sa capacité de résilience importante qui fait de lui un « dog » (chien), nom donné aux combattants de MMA les plus combatifs. Puis, cinq mois plus tard, dos Santos échoue à un test mené par l’agence américaine antidopage,. Cette information rendue publique en septembre 2022 ne change pas le résultat du combat de Saint Denis, malgré les réclamations de son équipe.
Le 4 juin 2022, Saint Denis combat pour la deuxième fois dans l'organisation américaine. Il descend dans la catégorie des poids légers et affronte l'Allemand Niklas Stolze (en) à Las Vegas. Il l'emporte par soumission au deuxième round, avec un étranglement arrière.
Saint Denis doit ensuite affronter l'Américain Christos Giagos (en) au palais omnisports de Paris-Bercy le 3 septembre, à l'occasion du premier événement de l'UFC organisé en France : l'UFC Fight Night : Gane vs. Tuivasa. Cependant, l'Américain déclare forfait début août à la suite d'un accident domestique et il est remplacé par Gabriel Miranda, combattant brésilien de 32 ans débutant dans l’organisation,. Saint Denis se fait remarquer lors de ce combat par la diversité de ses attaques, incluant plusieurs coups de coude retournés, et s'impose face au Brésilien par KO technique en début de deuxième round. L'UFC lui octroie la prime de performance de la soirée,.
Le 18 février 2023, Saint Denis doit affronter l’Américain Joseph Solecki (en) lors de l'UFC Fight Night 219, mais le Français déclare forfait à la suite d'une blessure à la cheville à l’entraînement,.
À son rétablissement, Saint Denis doit combattre le 1er juillet 2023 contre l’Américain Vinc Pichel (en) lors de l'UFC Fight Night : Sean Strickland vs Abus Magomedov à l'UFC Apex de Las Vegas,. Toutefois, il affronte le Brésilien Ismael Bonfim à la suite du forfait de Pichel. Alors que le Brésilien est invaincu depuis neuf ans et largement favori, il est soumis dès le premier round par Benoît Saint Denis,. Dans ce combat, le Français cherche à neutraliser la boxe de son adversaire par des coups de pied répétés au bras droit avant de le soumettre. Cette stratégie mise au point avec Daniel Woirin s’avère payante et la victoire renforce la notoriété de Benoît Saint Denis. Elle lance sa carrière à l'UFC, alors que son premier contrat s'achève.

#### Deuxième contrat UFC (juillet 2023àdécembre 2023)
Fort de trois victoires avant limite de temps, Saint Denis signe un deuxième contrat avec l’UFC le 14 juillet 2023 et doit affronter un combattant plus prestigieux, le Brésilien Thiago Moisés (en), numéro 17 mondial de la catégorie,. Le combat est programmé pour le retour de l’UFC au palais omnisports de Paris-Bercy le 2 septembre 2023, à l'occasion de l'UFC Fight Night : Gane vs Spivak. Saint Denis s'impose par KO technique au deuxième round,. L'affrontement vaut aux deux combattants de remporter la prime du combat de la soirée et la distinction de combat du mois. L'affrontement illustre, selon les observateurs, les progrès de Saint Denis en boxe et sa capacité à frapper des coudes, debout comme au sol, mais aussi à défendre face à un jiu-jitero réputé qui tente en vain deux clés de cheville.
Quelques jours plus tard, l'UFC annonce le combat de Saint Denis avec l’Américain Matt Frevola, classé numéro 14 de la catégorie par l’UFC, le 11 novembre 2023 au Madison Square Garden de New-York à l’occasion de l’UFC 295 (en). Le New-Yorkais est lancé sur une série de trois victoires consécutives par KO au premier round. Cependant, Benoît Saint Denis l'emporte au bout de quatre-vingt onze secondes sur un high-kick du pied gauche suivi de coups de poing au sol (ground and pound). Cette prestation est récompensée du bonus de performance de la soirée et de la distinction de performance du mois. Le salut militaire échangé par les deux anciens soldats, à la fin du combat, est remarqué en ce Veterans day.
Ayant remporté trois victoires retentissantes en cinq mois, Saint Denis entre dans le classement officiel de l'UFC (composé du champion en titre suivi des 15 meilleurs prétendants au titre), à la onzième place,.

#### Troisième contrat UFC (depuisjanvier 2024)

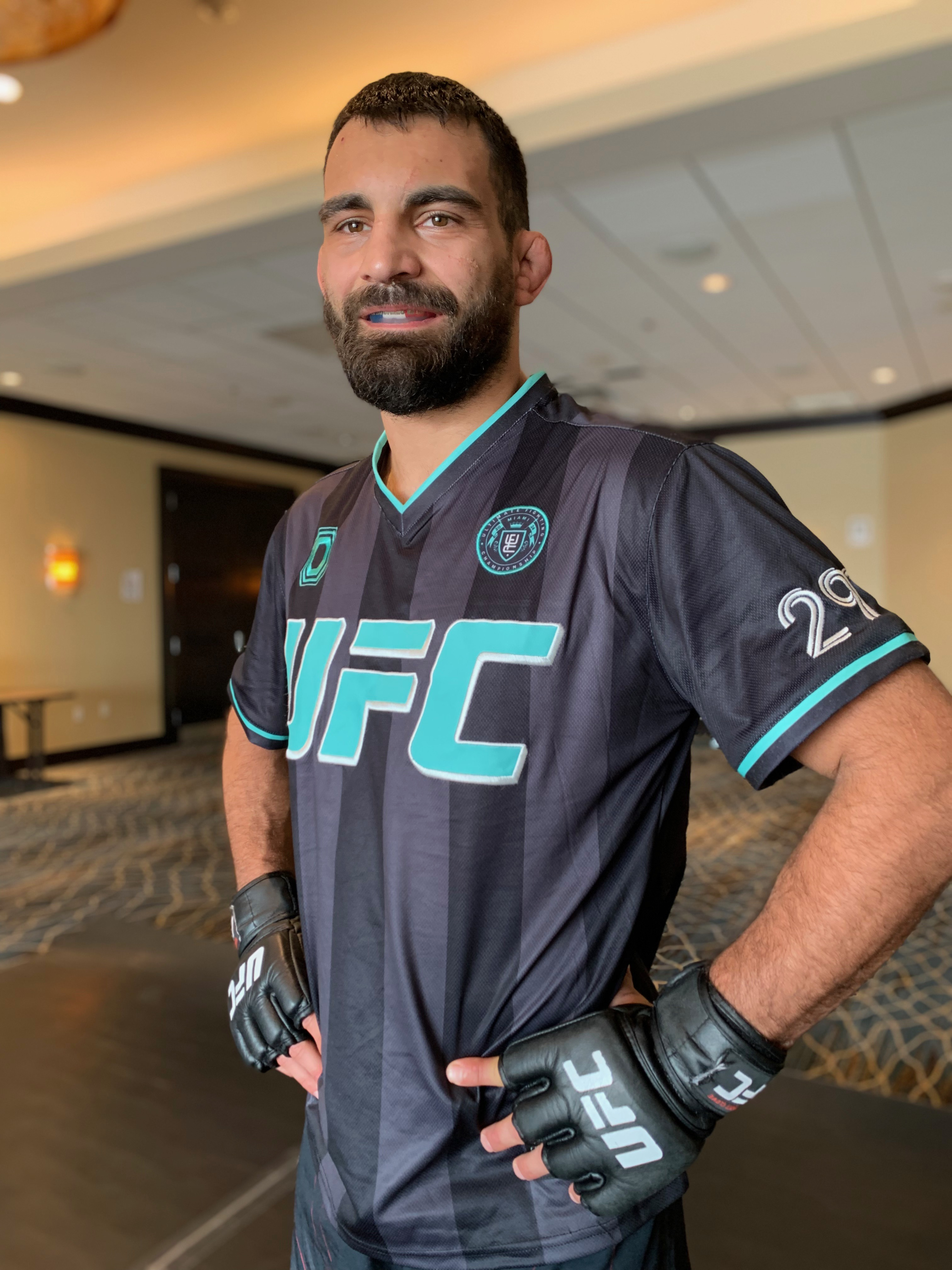
Benoît Saint Denis, combattant UFC, 2024

Le 8 janvier 2024, Dana White, le président de l'UFC, annonce l'affrontement entre Saint Denis et l’Américain Dustin Poirier, numéro 3 des prétendants au titre, en cinq rounds et en co-main event de l’UFC 299 (en), organisé à Miami le 9 mars 2024. D'après Dustin Poirier, l'UFC a initialement prévu un combat en trois rounds en ouverture de carte principale de l'événement historique UFC 300 (en), organisé le 13 avril 2024 à la T-Mobile Arena de Paradise, dans le Nevada. Cependant, ce dernier a insisté pour que le combat soit le co-main event de l'UFC 299 (en) et se déroule en cinq rounds. Dans ce cadre, Saint Denis signe un troisième contrat intégrant l'événement et des arrangements en cas de futur combat pour la ceinture. Pour préparer ce combat entre gauchers, l’ex champion intérimaire des poids-légers fait appel au numéro 6 de la catégorie, Mateusz Gamrot, tandis que Saint Denis s’entraîne ponctuellement avec le double champion français du KSW, Salahdine Parnasse, et avec Tim Kennedy, un ancien des forces spéciales américaines, reconverti avec succès en combattant de l'UFC, comme Saint Denis,.
Le combat est suivi en direct par près de 600 000 Français, ce dimanche là, à 6 heures du matin ; un record d’audience. Saint Denis remporte aux points le premier round après avoir dominé son adversaire sur tous les aspects mais, diminué physiquement en raison de l'infection staphylococcique qui l'a contraint à prendre des antibiotiques pendant cinq jours, l'a empêché de perdre autant de poids qu'avant ses précédents combats et l'a donc contraint à perdre 2 kg de plus lors du cutting (en) avant pesée, selon ses déclarations après le combat,, il souffre de crampes au biceps et ne parvient pas à maintenir le rythme et à  mettre autant de pression sur son adversaire lors de la deuxième reprise. Il perd alors le combat par KO après avoir encaissé une série de coups de poing,. L'UFC lui octroie une prime de « combat de la soirée » et de « combat du mois » pour cet affrontement et il gagne une place dans le classement des poids légers, Dana White déclarant que cette défaite « n’entache pas du tout l’image de Benoît Saint Denis, pas même un tout petit peu » parce qu'il considère que « Poirier est l’un des meilleurs ».
Afin de rester actif dans une période où il ne doit pas prendre de nouveaux coups à la tête, Saint Denis s'inscrit à une compétition de grappling, discipline utilisée en MMA et regroupant l'ensemble des pratiques de luttes spécialisées au sol. Il est d'abord censé affronter Arman Tsarukyan, premier prétendant au titre de champion des poids-légers de l'UFC, en main event de la quatrième édition de l'Abu Dhabi Extreme Championship (ADXC 4) organisée le 18 mai 2024 au Grand Dojo de Paris. Mais l'Arménien n'est pas autorisé à combattre par l'UFC ; il est remplacé par un autre combattant de l'UFC moins renommé, le vétéran anglais Marc Diakese (en),. Saint Denis gagne ce premier combat de grappling professionnel par décision unanime.
Saint Denis annonce fin mai 2024 qu'il se sépare de son entraîneur Daniel Woirin.
Pour le retour de l'UFC au palais omnisports de Paris-Bercy le 28 septembre 2024, l'organisation choisit Saint Denis comme tête d'affiche. Le Français y affronte Renato Moicano dans son premier combat principal, en cinq reprises,, alors que le Brésilien est classé devant lui et lancé sur une série de trois victoires,. L'enjeu pour les combattants est une place dans le top 10 de la catégorie. Après avoir subi une violente série de coups de coude au sol lors du premier round, Saint Denis, avec les yeux très tuméfiés, arrive à remporter la deuxième reprise d'un point (10 à 9), mais perd le combat sur arrêt médical avant le début du troisième round, la vision de son œil droit ayant été évaluée trop réduite par le médecin,.
En janvier 2025, Saint Denis annonce s'entraîner désormais sous la direction de Nicolas Ott.
Pour son premier combat préparé avec son nouvel entraîneur principal, Saint Denis doit affronter Joel Alvarez (en) le 10 mai 2025 lors de l'UFC 315 organisé à Montréal,. Mais l'Espagnol de 32 ans, entré à la place de quinzième au classement des poids légers de l'UFC le 15 avril 2025, déclare forfait pour blessure la semaine précédant le combat,. Le Canadien de 35 ans Kyle Prepolec (en) est annoncé en remplacement de dernière minute, plus de cinq ans après son dernier combat à l'UFC, perdu en septembre 2019 contre Austin Hubbard. Saint Denis s'impose lors de la deuxième reprise par soumission avec un étranglement bras-tête, après avoir dominé le combat,.
A l'occasion de la soirée de combat UFC Imavov contre Borralho, organisée au palais omnisports de Paris-Bercy le 6 septembre 2025, Saint Denis affronte Mauricio Ruffy (en) en second combat principal. Le Brésilien de 29 ans, classé quinzième prétendant au titre de champion des poids légers, est invaincu à l'UFC et détenteur de deux récompenses pour meilleure performance de la soirée.

## Style et préparation

### Style de combat

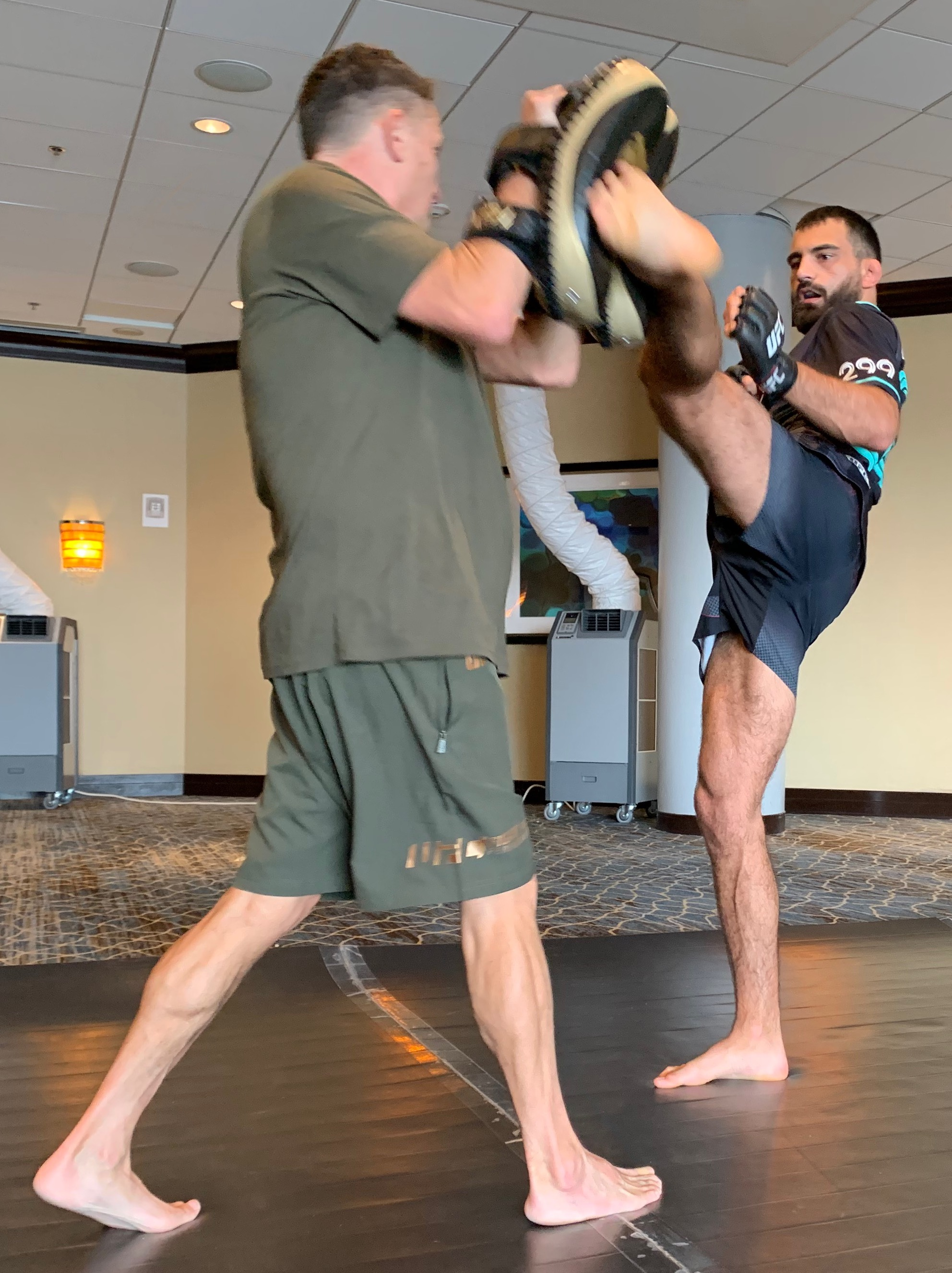
Le coup de pied semi-circulaire de la jambe gauche (le plus souvent niveau moyen) est une des armes de prédilection de Benoît Saint Denis.

Saint Denis se distingue avant tout par la détermination dont il fait preuve et une approche très guerrière des combats de MMA soulignée notamment par le spécialiste Joe Rogan,. C'est une des raisons pour lesquelles il choisit le surnom de God of War, sur le conseil de ses frères, après sa troisième victoire professionnelle : moins pour l'analogie avec Kratos, le personnage principal du jeu God of War, que pour son passé militaire et la mentalité guerrière dont il fait preuve en tant que combattant. Benoît Saint Denis est également surnommé « BSD », d’après ses initiales, par les médias et par ses fans.
Saint Denis apprécie l'opposition et, déterminé à monter dans le classement au plus vite, il enchaine les combats et ne refuse aucun adversaire mieux classé que lui.
Les soirs de combat, il entre sur l’air des commandos, en hommage aux forces spéciales, suivi de Seine Saint-Denis Style du groupe de hip-hop Suprême NTM,. Ce générique a été mixé par Alec Woirin, le fils de son ancien entraîneur de MMA. Dans l’octogone, Saint Denis cherche à exercer une pression constante sur son adversaire et ce, dès le début, en commençant souvent par des middle kicks semi-circulaires de puissance maximale,, et jusqu’à l'étourdir ou le soumettre, quitte à s'exposer aux coups adverses,. Face aux critiques sur l’approche ultra-offensive de Saint Denis, Ott estime qu'elle est sa force. En tous cas, elle se matérialise par un taux de cent pour cent de finalisation des quatorze adversaires vaincus.
Techniquement, Saint Denis combat en garde de gaucher parce qu'il est gaucher. Il peut être considéré comme un combattant complet, aussi à l'aise dans les frappes (striking) que dans les saisies (grappling), même si sa marge de progression en boxe reste élevée d'après Ott. Il finalise ses adversaires le plus souvent au sol. Depuis ses débuts en 2021 à l'UFC, 4 de ses 9 combats ont été récompensés par une prime de soirée, et auparavant le Brave CF lui avait décerné le prix de la plus belle soumission de l’année 2020 à la suite d'une rare clé de genou.

### Préparation sportive

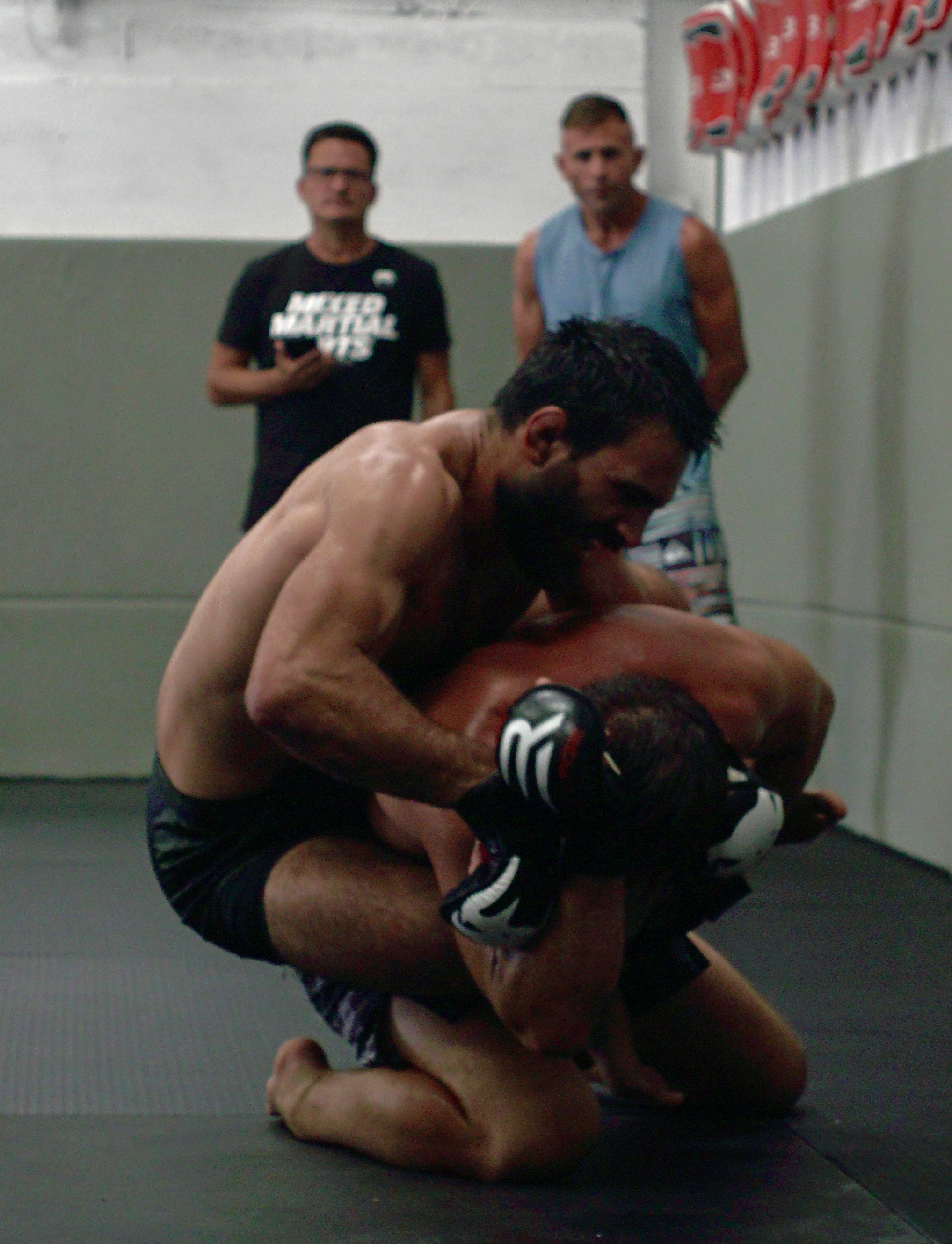
Grappling supervisé par Christophe Savoca  (en bleu)
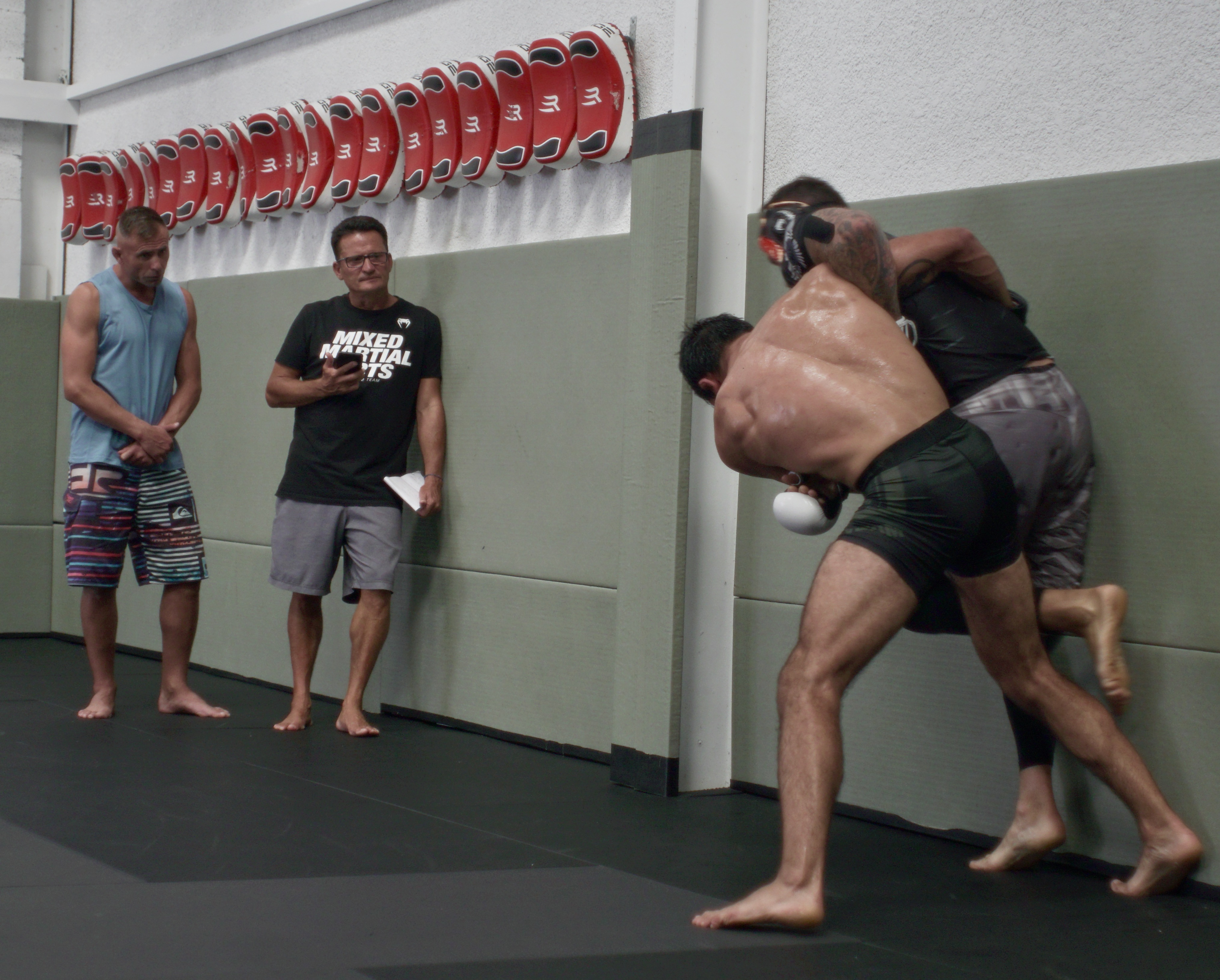
Clinch supervisé par Daniel Woirin (en noir)
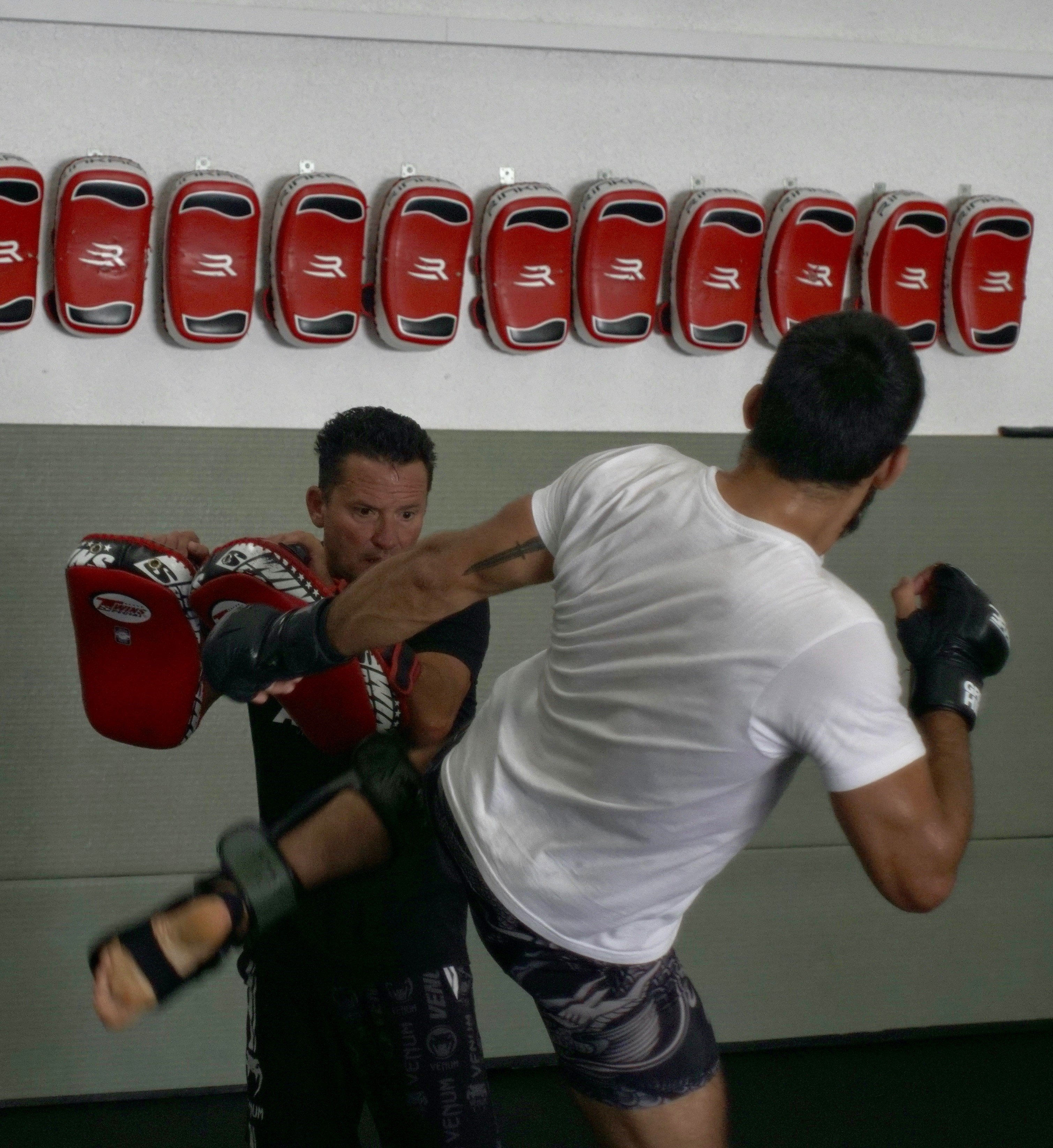
Striking avec Daniel Woirin
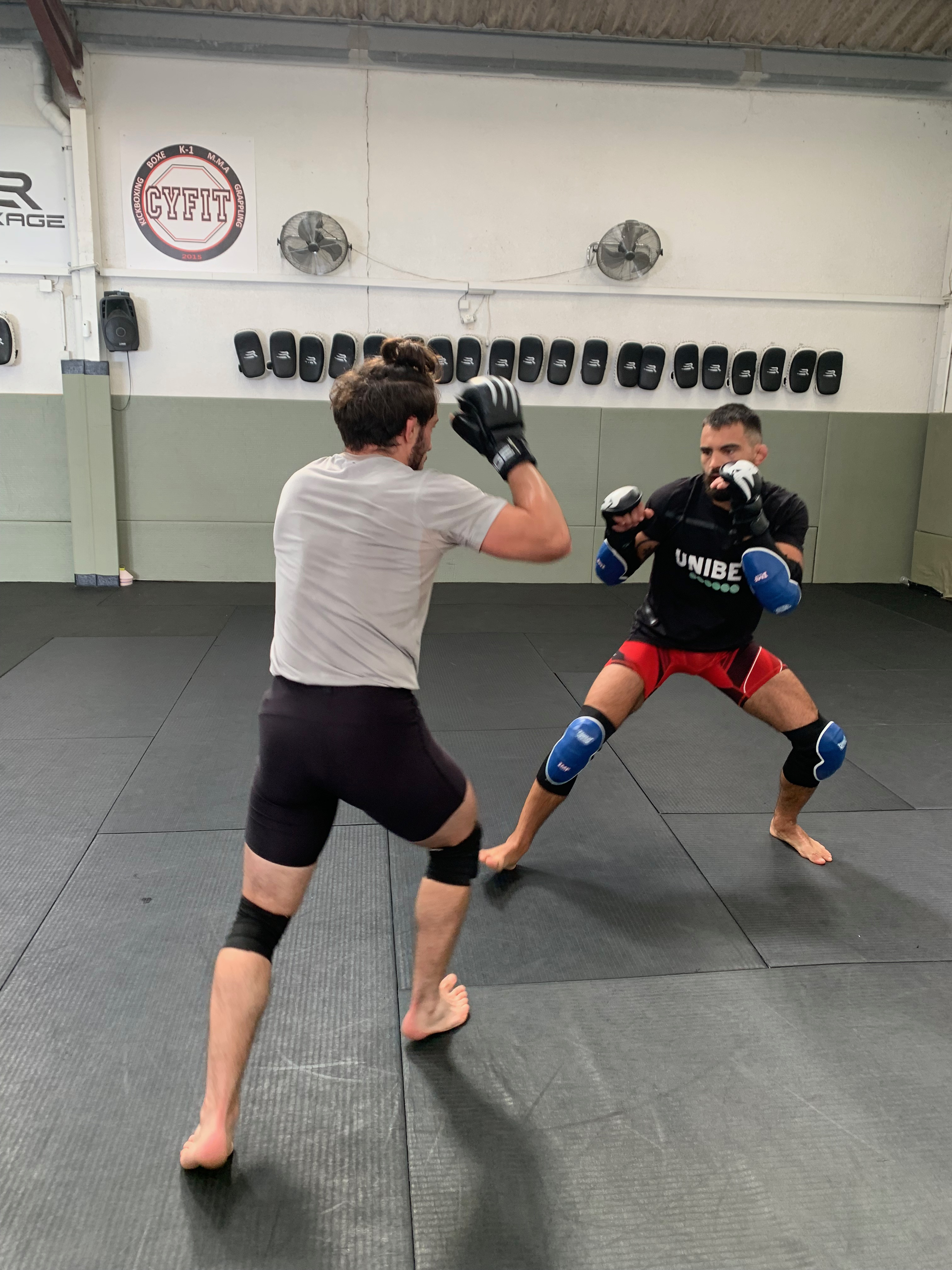
Sparring (entraînement au combat avec un partenaire)

#### L'équipe
Pour performer au plus haut niveau, Saint Denis s’appuie sur une équipe pluridisciplinaire. 
- Son premier entraîneur principal (head coach) de MMA est Daniel Woirin, de fin 2018 à mai 2024[86]. Puis, après quelques mois sous la direction de Yoann Jacquemain[125], son premier entraîneur de boxe pieds-poings, il choisit Nicolas Ott en janvier 2025[95].

- En sol, Saint Denis s'entraîne depuis toujours sous Christophe Savoca, directeur du club de JJB Masterless et entraîneur à Bayonne[126].
- En lutte, il s'entraîne avec Maxime François, ancien champion et entraîneur de l'équipe de France[127].
- En boxe anglaise, il s'entraîne avec Luis Mariano Gonzalez, entraîneur de l'équipe de France.
- En boxe pieds-poings  et MMA, il s'entraîne avec Yoann Jacquemain et Christophe Cordier. En outre, Saint Denis fait régulièrement appel à Kamel Jemel, ancien champion de muay-thaï[128],[125].
- Les partenaires d'entraînement de Saint Denis sont les combattants invités par Nicolas Ott en région parisienne, ceux de la Bulgarian Top Team[129], et ceux des clubs de nouvelle Aquitaine.
- Son préparateur physique est Fabien Bérenguel, qui sert à l'aviron Bayonnais, et il s'appuie sur Maxime Petit, diplômé en psychologie, pour sa préparation mentale[130].
- Enfin, son équipe médicale est composée d’Anthony Gleize, kinésithérapeute et Guillaume Zunzarren, médecin du sport.

Depuis 2019, sa carrière sportive est gérée par le manager Guillaume (Giom) Peltier, qui s'est illustré en signant plusieurs combattants à l'UFC en 2023 et en en plaçant quatre sur la carte de l'UFC programmé à Paris-Bercy le 2 septembre 2023. Laura, l'épouse de Saint Denis, est son agent. Formée au management du sport, elle gère sa communication et ses sponsors,.

#### Alternance de l'entraînement entre Paris et Bayonne
De 2019 à mi-2023, Saint Denis s'entraîne en région parisienne, surtout au Venum Training Camp de Rungis, au Fitness Park de Vitry-sur-Seine et il bénéficie des installations du Racing 92 pour la salle caisson hypoxie. 
En juin 2023, il décide de retourner vivre et s'entraîner principalement au Pays basque, où il retrouve les clubs de ses débuts : Masterless de Christophe Savoca pour le JJB et CYFIT de Christophe Cordier et Yoann Jacquemain pour le MMA et l'entraînement pieds-poings. En outre, il bénéficie des installations de l’Aviron bayonnais,. 
Après les deux défaites de 2024, Nicolas Ott organise et coordonne l'entraînement de Saint Denis qui alterne entre semaines de développement à Bayonne et semaines de mise en application dure en région parisienne. A Bayonne, il s'entraîne avec Yoann Jacquemain, Christophe Savoca et Christophe Cordier. En région parisienne, il s'entraîne avec Nicolas Ott au Venum Training Camp et au Mahmoudi Gym, avec Maxime François à l'US Créteil et avec Luis Mariano Gonzalez à l'INSEP.

#### Cutting
Avant chaque combat dans la catégorie des poids légers, Benoît Saint Denis s'impose un protocole d'amaigrissement dit cutting lui permettant de passer d'un peu plus de 80 kg, son poids de forme, à 70 kg pour valider la pesée. Il combat le lendemain soir aux alentours de 80 kg, après réalimentation,.

## Vie privée

La croix de l'ordre du Temple, tatouée sur le pectoral gauche de Benoît Saint Denis.

Comme il le rappelle souvent dans ses déclarations, Benoît Saint Denis est catholique,. Il se marie le 27 août 2022 à Montpellier avec Laura, une ancienne championne d'Europe de futsal servant dans la police municipale, en tant que maître-chien et instructrice de tir. Elle est également la première femme à décrocher un brevet des unités spécialisées de police américaine Special Weapons And Tactics (SWAT). Ils fêtent sobrement le mariage, ce dernier se déroulant une semaine avant le combat et l'arrivée historique de l'UFC en France,. En juillet 2023, le couple annonce la naissance d'une fille.
Benoît Saint Denis arbore des tatouages qui comportent plusieurs références à son passé et à ce qui l'anime. Sur un bras, une dague rappelant les forces spéciales, sur l'autre un casque de samouraï qui est l'emblème de son premier club de jiu-jitsu brésilien à Bayonne, puis sur le cœur la croix des templiers sertie de la locution latine Sigillum millitum xpisti (qui peut se traduire par : Sceau de la Milice du Christ et du Temple de Salomon), choisie pour marquer l'analogie entre les soldats protecteurs d'antan et ceux d'aujourd'hui. Enfin, il arbore Jeanne d'Arc, figure de foi et d'engagement chevaleresque, dans le dos.

## Médiatisation

### Prises de positions et opinions
Saint Denis est réputé auprès du public pour le visuel de ses combats, et pour ses prises de parole. Il soutient par exemple la lutte anti-dopage dans ce jeune sport,, regrette l’attitude des combattants qui construisent une carrière au plus haut niveau en évitant les fortes oppositions, et invite les gouvernants à soutenir le développement du MMA, très populaire en France,,. Cet appel est suivi d'effets puisque le président Emmanuel Macron affiche son soutien au MMA en général et à Benoît Saint Denis en particulier en encourageant le combattant avant et après son combat de mars 2024,. 
Saint Denis cultive l’image d’un « champion du peuple », simple et travailleur dans sa carrière et se montrant aux côtés des jeunes organisations et clubs,. En 2024, à la demande de son ancien employeur, il parraine l'équipe de France militaire de MMA, soutient les blessés militaires et participe à l'effort de recrutement de l'armée de Terre,. En novembre 2024, l’équipe de France de rugby l’invite à témoigner de son parcours.
Son tatouage de la croix des templiers lui a causé d'être associé à l'extrême droite, par exemple par le média Loopsider au sein d'une vidéo, ou bien par le groupe de la mouvance identitaire Argos, qui a utilisé son image en novembre 2023, sans son autorisation d'après les déclarations de sa femme. Saint Denis s'est publiquement indigné de ces tentatives de récupération politique,, et son épouse a déclaré qu'il était « opposé aux discours » d'Argos.
Saint Denis a aussi participé aux prises de position publiques au sujet de la mort de Thomas Perotto à Crépol et à la suite de la cérémonie d'ouverture des Jeux olympiques d'été de 2024 à Paris.

### Engagement caritatif public
- Parrain officiel de l'association ELA contre les leucodystrophies[172], il participe le 14 octobre 2024 à une dictée médiatisée pour soutenir l'association et sensibiliser les jeunes du lycée polyvalent privé Saint Joseph Ustaritz [173].
- En mars 2025, il témoigne avec l'Ordre de Malte-France au profit d'un service de réinsertion des sans-abri[174],[175].

### Productions médiatiques
- En 2023, l’Américain Tim Kennedy demande à Saint Denis de préfacer son livre autobiographique « Des plaies et des bosses, des champs de bataille aux cages de MMA »[176],[71]
- En 2023, Saint Denis est invité à conclure le livre éducatif « Greg et l'aventure de la vie: Construire sa vie sur des bases solides »[177]
- En mai 2024, Electronic Arts (EA) ajoute l'avatar de Benoît Saint Denis à « EA Sports UFC 5 », son titre référence des jeux d’arts martiaux mixtes[178]
- En septembre 2024, Saint Denis sort une bande dessinée autobiographique « Benoît Saint Denis, God of War »[179],[180].

## Distinctions
- World MMA Awards[181]
  - Nommé combattant poids léger le plus violent de l’année 2023[182]
  - Nommé en 2024 (période juillet 23 - juin 24) dans la catégorie Breakthrough Fighter of the Year[183]
  - Nommé en 2024 dans la catégorie Fight of the Year[183]
- Ultimate Fighting Championship
  - Meilleur classement dans la catégorie des poids légers de l'UFC : 11e, en novembre 2023[184]
  - Nombre de combats en cinq reprises : deux
  - Nombre de combats lors d'une soirée UFC organisée en France : quatre[105]
  - Premier Français à combattre et à remporter un combat UFC en France[185]
  - Premier Français à intégrer le top 15 de la catégorie des poids légers à l'UFC[186]
  - Performance de la soirée (deux fois) : le 3 septembre 2022 face à Gabriel Miranda[38] et le 11 novembre 2023 face à Matt Frevola[61]
  - Performance du mois (une fois) : le 11 novembre 2023 face à Matt Frevola[62]
  - Combat de la soirée (deux fois) : le 2 septembre 2023 face à Thiago Moisés (en)[55] et le 9 mars 2024 face à Dustin Poirier[187]
  - Combat du mois (deux fois) : le 2 septembre 2023 face à Thiago Moisés[56] et le 9 mars 2024 face à Dustin Poirier[188]
  - 7e meilleur combattant 2023, toutes catégories confondues[189]
  - 2 records UFC détenus dans la catégorie poids légers, tous temps confondus[190] : 
    - 2e pourcentage de précision en frappes déterminantes (59%)
    - 5e moyenne de Striking differential (2,55)
- Brave Combat Federation
  - Meilleure soumission de 2020[123]
  - 1er prétendant au titre de champion des poids super-léger en mars 2021[191],[192]
- Staredown Fighting Championship
  - Champion des poids mi-moyens le 16 mars 2019[193],[194]
- RMC Sport
  - Meilleur combattant français 2023, toutes catégories confondues[195]

## Palmarès en arts martiaux mixtes
Benoît Saint Denis totalise quatorze victoires en MMA professionnel, toutes acquises par finition avant limite de temps : quatre par KO et dix par soumission, dont deux clés articulaires et huit étranglements. Sept de ces finitions interviennent au premier round.
| 18 combats     | 14 victoires | 3 défaites |
| Par KO         | 4            | 2          |
| Par soumission | 10           | 0          |
| Sur décision   | 0            | 1          |
| Sans décision  | 1            | 1          |

| Résultat      | Record   | Adversaire                | Méthode                                       | Événement                                 | Date              | Round | Temps | Lieu                           | Notes                                                   |
| ------------- | -------- | ------------------------- | --------------------------------------------- | ----------------------------------------- | ----------------- | ----- | ----- | ------------------------------ | ------------------------------------------------------- |
| Victoire      | 14-3 (1) | Kyle Prepolec             | Soumission (étranglement bras-tête)           | UFC 315 : Muhammad contre Della Maddalena | 10 mai 2025       | 2     | 2:35  | Montréal, Canada               |                                                         |
| Défaite       | 13-3 (1) | Renato Moicano            | TKO (arrêt du médecin)                        | UFC Fight Night: Moicano vs. Saint Denis  | 28 septembre 2024 | 2     | 5:00  | Paris, France                  |                                                         |
| Défaite       | 13-2 (1) | Dustin Poirier            | KO (coups de poing)                           | UFC 299                                   | 9 mars 2024       | 2     | 2:32  | Miami, États-Unis              | Combat de la soirée. Combat du mois.                    |
| Victoire      | 13-1 (1) | Matt Frevola              | KO (coup de pied à la tête et coups de poing) | UFC 295                                   | 11 novembre 2023  | 1     | 1:31  | New York, États-Unis           | Performance de la soirée. Performance du mois.          |
| Victoire      | 12-1 (1) | Thiago Moisés             | TKO (coups de poing)                          | UFC Fight Night: Gane vs. Spivac          | 2 septembre 2023  | 2     | 4:44  | Paris, France                  | Combat de la soirée. Combat du mois.                    |
| Victoire      | 11-1 (1) | Ismael Bonfim             | Soumission (clé de mâchoire)                  | UFC on ESPN: Strickland vs. Magomedov     | 1er juillet 2023  | 1     | 4:48  | Las Vegas, Nevada, États-Unis  |                                                         |
| Victoire      | 10-1 (1) | Gabriel Miranda           | TKO (coups de poing)                          | UFC Fight Night: Gane vs. Tuivasa         | 3 septembre 2022  | 2     | 0:16  | Paris, France                  | Performance de la soirée.                               |
| Victoire      | 9-1 (1)  | Niklas Stolze             | Soumission (étranglement arrière)             | UFC Fight Night: Volkov vs. Rozenstruik   | 4 juin 2022       | 2     | 1:32  | Las Vegas, Nevada, États-Unis  | Débuts en poids légers.                                 |
| Défaite       | 8-1 (1)  | Elizeu Zaleski dos Santos | Décision unanime                              | UFC 267                                   | 30 octobre 2021   | 3     | 5:00  | Abou Dabi, Émirats arabes unis | Combat en poids mi-moyens.                              |
| Victoire      | 8-0 (1)  | Arkaitz Ramos             | Soumission (étranglement bras-tête)           | Brave CF 52                               | 1er août 2021     | 1     | 3:09  | Milan, Italie                  | Combat en poids super-légers                            |
| Victoire      | 7-0 (1)  | Luan Santiago             | Soumission (étranglement bras-tête)           | Brave CF 49 : Santiago vs Saint Denis     | 25 mars 2021      | 2     | 3:51  | Bahreïn                        | Combat en poids super-légers                            |
| Victoire      | 6-0 (1)  | Mario Saeed               | TKO (coups de poing)                          | Brave CF 38                               | 8 août 2020       | 2     | 1:49  | Stockholm, Suède               | Poids super-légers Second combat principal de la soirée |
| Victoire      | 5-0 (1)  | Ivica Trušček             | Soumission (clé de genou)                     | Brave CF 34                               | 19 janvier 2020   | 1     | 3:39  | Ljubljana, Slovénie            | Poids mi-moyens Meilleure soumission Brave CF de 2020   |
| Sans décision | 4-0 (1)  | Paweł Kiełek              | Arrêt du médecin (choc de têtes involontaire) | Brave CF 28                               | 4 novembre 2019   | 2     | 5:00  | Bucarest, Roumanie             | Poids mi-moyens                                         |
| Victoire      | 4-0      | Ibragim Baisarov          | Soumission (clé de bras)                      | European Beatdown 7                       | 12 octobre 2019   | 1     | 2:47  | Mons, Belgique                 | Poids mi-moyens                                         |
| Victoire      | 3-0      | Antoine Bensimon          | Soumission (étranglement en guillotine)       | Trophée de France                         | 15 juin 2019      | 1     | 4:00  | Longjumeau, France             | Poids mi-moyens                                         |
| Victoire      | 2-0      | Artur Szczepaniak         | Soumission (étranglement arrière)             | Staredown 14                              | 16 mars 2019      | 3     | 3:00  | Anvers, Belgique               | Remporte le titre vacant des poids mi-moyens du SFC     |
| Victoire      | 1-0      | Marc Domon                | Soumission (étranglement en guillotine)       | Lions FC 8                                | 16 février 2019   | 1     | 3:29  | Neuchâtel, Suisse              | Combat en poids moyens                                  |

## Palmarès en grappling
| Résultat | Record | Adversaire    | Méthode          | Événement | Date        | Round | Temps | Lieu          | Notes |
| -------- | ------ | ------------- | ---------------- | --------- | ----------- | ----- | ----- | ------------- | ----- |
| Victoire | 3-3    | Marc Diakiese | Décision unanime | ADCX 4    | 18 mai 2024 | 5     | 15:00 | Paris, France |       |

## Décorations
- Croix de la Valeur militaire
- Croix du combattant
- Médaille d'Outre-Mer
- Médaille de La Défense nationale
- Médaille de reconnaissance de la Nation